# Macropsis alluaudi
Macropsis alluaudi är en insektsart som beskrevs av Evans 1954. Macropsis alluaudi ingår i släktet Macropsis och familjen dvärgstritar. Inga underarter finns listade i Catalogue of Life.